# Котельниково (Забайкальский край)
Котельниково — село в Нерчинском районе Забайкальского края России. Входит в состав сельского поселения «Андронниковское».

## География
Село находится в юго-западной части района, на берегах реки Урульги (приток Шилки), на расстоянии примерно 27 километров (по прямой) к юго-западу от города Нерчинска. Абсолютная высота — 648 метров над уровнем моря.
Климат
Климат характеризуется как резко континентальный, с продолжительной холодной зимой. Средняя температура самого тёплого месяца (июля) составляет 18 — 20 °С (абсолютный максимум — 38 °С). Средняя температура самого холодного месяца (января) — −28 — −30 °С (абсолютный минимум — −54 °С). Годовое количество осадков — 300—350 мм. Продолжительность безморозного периода составляет 100—110 дней.
Часовой пояс
Село Котельниково находится в часовой зоне МСК+6. Смещение применяемого времени относительно UTC составляет +9:00.

## Население
| 1989 | 2002 | 2010 | 2021 |
| ---- | ---- | ---- | ---- |
| 73   | ↘69  | ↗90  | ↘87  |

Половой состав
По данным Всероссийской переписи населения 2010 года в гендерной структуре населения мужчины составляли 47,8 %, женщины — соответственно 52,2 %.
Национальный состав
Согласно результатам переписи 2002 года, в национальной структуре населения русские составляли 97 % из 69 чел.

## Инфраструктура
В селе функционирует фельдшерско-акушерский пункт.

## Улицы
Уличная сеть села состоит из трёх улиц.